# Лохвицкий уезд
Лохвицкий уе́зд — административно-территориальная единица в составе Полтавской губернии Российской империи, существовавшая в 1781—1923 годах. Уездный город — Лохвица.

## История
Уезд образован в 1781 году в составе Черниговского наместничества. В 1796 году вошел в состав восстановленной Малороссийской губернии. С 1802 года — в Полтавской губернии.
В 1886 году в уезде было организовано Лохвицкое общество сельских хозяев.
В 1923 году уезд был упразднён, на его территории образован Лохвицкий район Роменского округа.

## Население
По переписи 1897 года население уезда составляло 150 985 человек, в том числе в городе Лохвица — 8911 жит.

### Национальный состав
Национальный состав по переписи 1897 года:
- украинцы (малороссы) — 144 627 чел. (95,8 %),
- евреи — 4664 чел. (3,1 %),

## Административное деление
В 1913 году в состав уезда входило 15 волостей:
| - Андрияшевская — с. Андрияшевка, - Белоцерковская — с. Белоцерковцы, - Белоусовская — с. Белоусовка, - Вороньковская — д. Вороньки, - Гнединская — с. Гнединцы, - Ивахникская — с. Ивахники, - Лохвицкая — г. Лохвица, - Лукская — с. Лука, | - Мокиевская — с. Мокиевка, - Озерянская — с. Озеряне, - Песковская — с. Пески, - Свиридовская — с. Свиридовка, - Сенчанская — м. Сенча, - Чернухская — м. Чернухи, - Юсковская — с. Юсковцы, |